# Comlăușa
Comlăușa – wieś w Rumunii, w okręgu Satu Mare, w gminie Bătarci. W 2011 roku liczyła 782 mieszkańców. 